# Eremitaget
För andra betydelser, se Eremitage (olika betydelser).

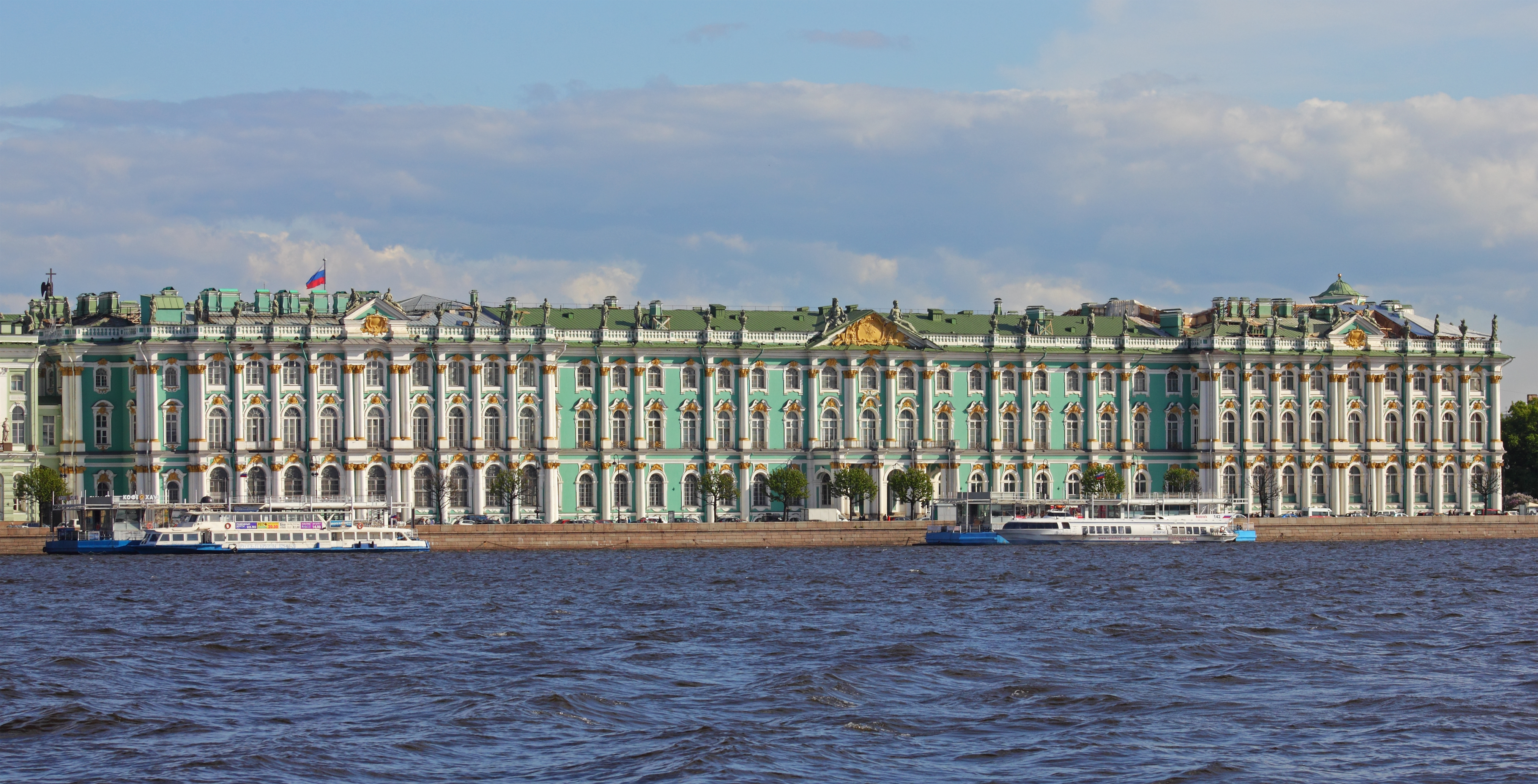
Vinterpalatset, som är en del av Eremitagets byggnadskomplex, med floden Neva i förgrunden.

Eremitaget (ryska: Государственный Эрмитаж, Gosudarstvennyj Ermitazj) är ett av världens främsta konstmuseer, beläget i Sankt Petersburg i Ryssland. 
På museet finns verk av bland andra Leonardo da Vinci, Michelangelo och Raphael. Här finns den största Rembrandtsamlingen i världen, samt unika samlingar av Peter Paul Rubens, Vincent van Gogh, Henri Matisse, Vincenzo Petrocelli, Paul Gauguin och en rad franska impressionister (Pierre-Auguste Renoir, Paul Cézanne, Claude Monet med flera). 
Utöver konst finns avdelningar för antikviteter och historiska föremål, bland annat en stor egyptisk avdelning (däribland Golenisjtjev papyri-samlingen). De ryska kronjuvelerna kan beskådas, liksom Fabergés juvelkonst. Totalt har museet nästan 3 miljoner föremål och verk i sina samlingar, museets samling av målningar är världens största.
Museet grundades 1764 då Katarina den stora köpte en samling på 255 konstverk från Berlin. Museibyggnaderna uppfördes åren 1764–74, med Jean Baptiste M. Vallin de la Mothe som arkitekt.
Museet är inrymt i sex historiska byggnader, varav den största är Vinterpalatset, vilket var residens för de forna tsarerna. Vinterpalatset är magnifikt beläget vid floden Neva, och har över 1 000 salar och rum.
Den 15 juni 1985 attackerade en man Rembrandts målning Danaë genom att kasta svavelsyra på duken och knivskära den två gånger. Samma dag påbörjades restaureringen, vilken var färdig 1997. Tavlan hänger nu bakom pansarglas. 
I juni 2009 öppnades Eremitaget Amsterdam, en nederländsk filial till museet, filialen invigdes av drottning Beatrix och Rysslands president Medvedev. 
Filialen, Eremitaget Amsterdam, har distanserat sig från den politiska utvecklingen i Ryssland och efter inledningen av det ryska kriget mot Ukraina, som inleddes genom annekteringen av Krim 2014 och  fortsättningskriget 2022, beslutade ledningen och styrelsen torsdagen den 3 mars 2022 att avbryta samarbetet och avveckla samtliga kopplingar till Eremitaget i Ryssland.

## Eremitagets volontärtjänst
Eremitagets volontärtjänst, beläget i Eremitaget, i Sankt Petersburg, Ryssland, är en frivilligorganisation, som ger volontärer en chans att delta i konstmuseets aktiviteter. Volontärerna hjälper museets personal i olika aktiviteter och vardagliga arbeten. Volontärerna kan också utveckla sina egna projekt, som motsvarar deras intressen och personliga mål.

## Bildgalleri

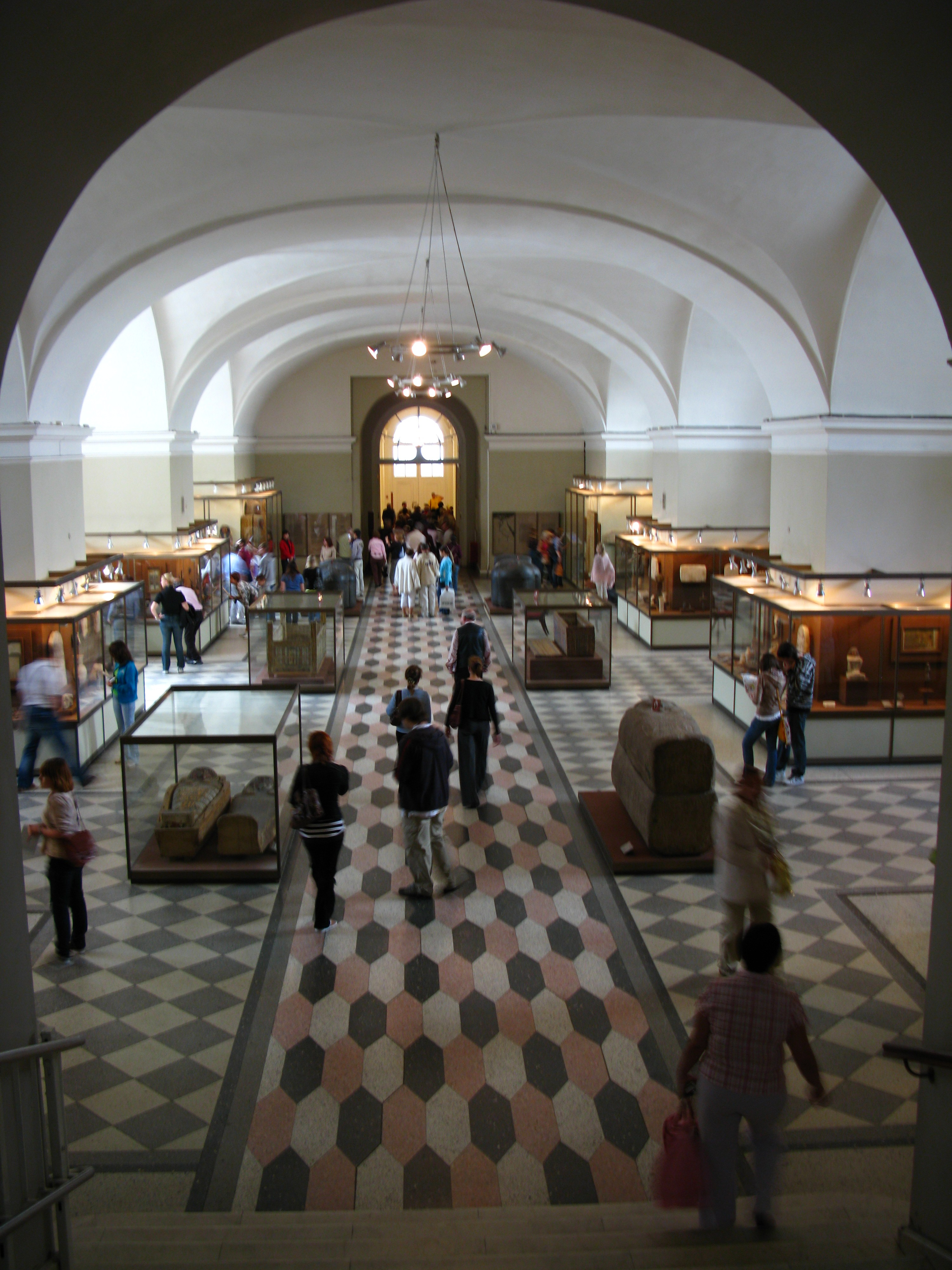
Den egyptiska salen
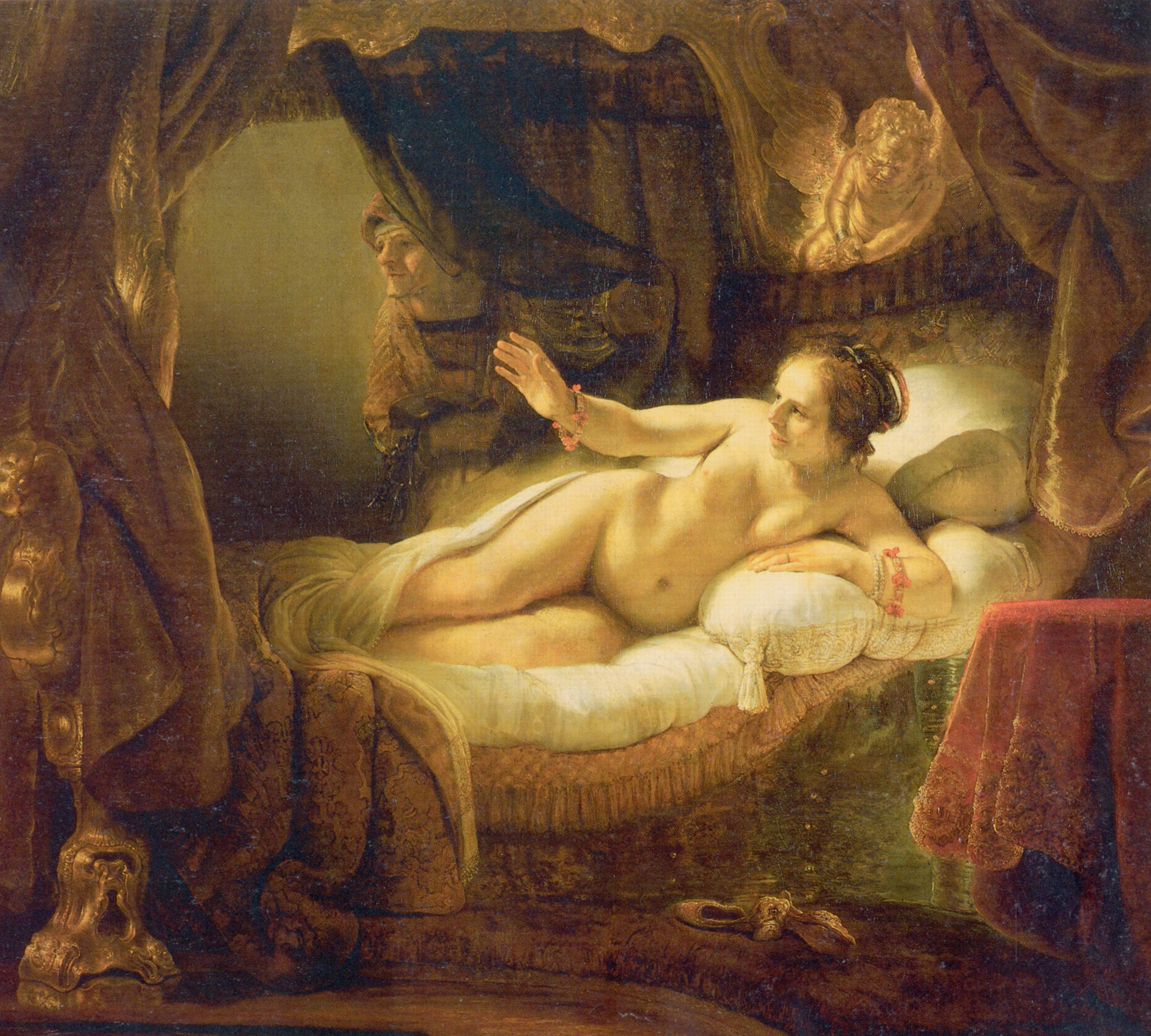
Danaë av Rembrandt
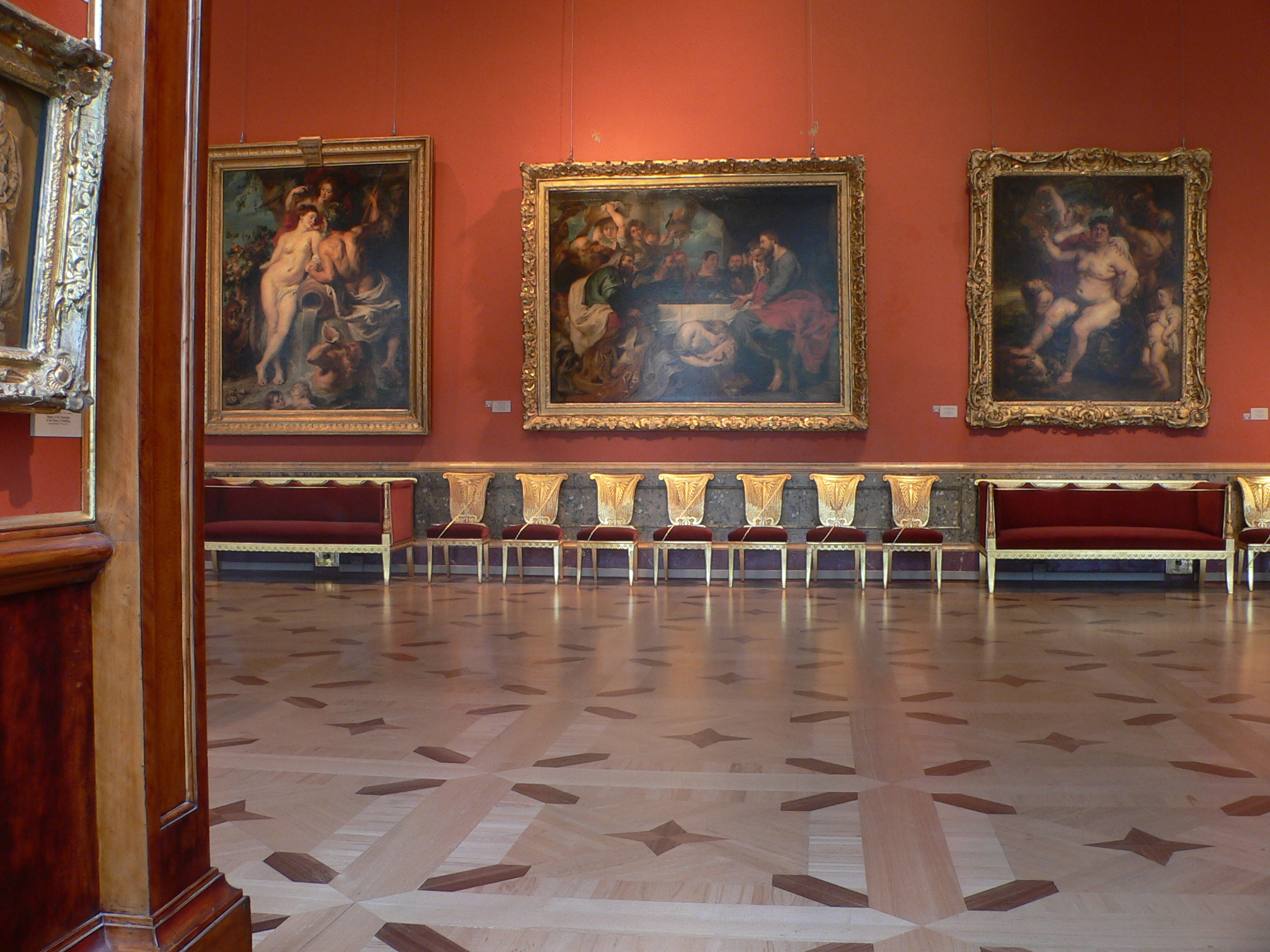
Rubens-salen
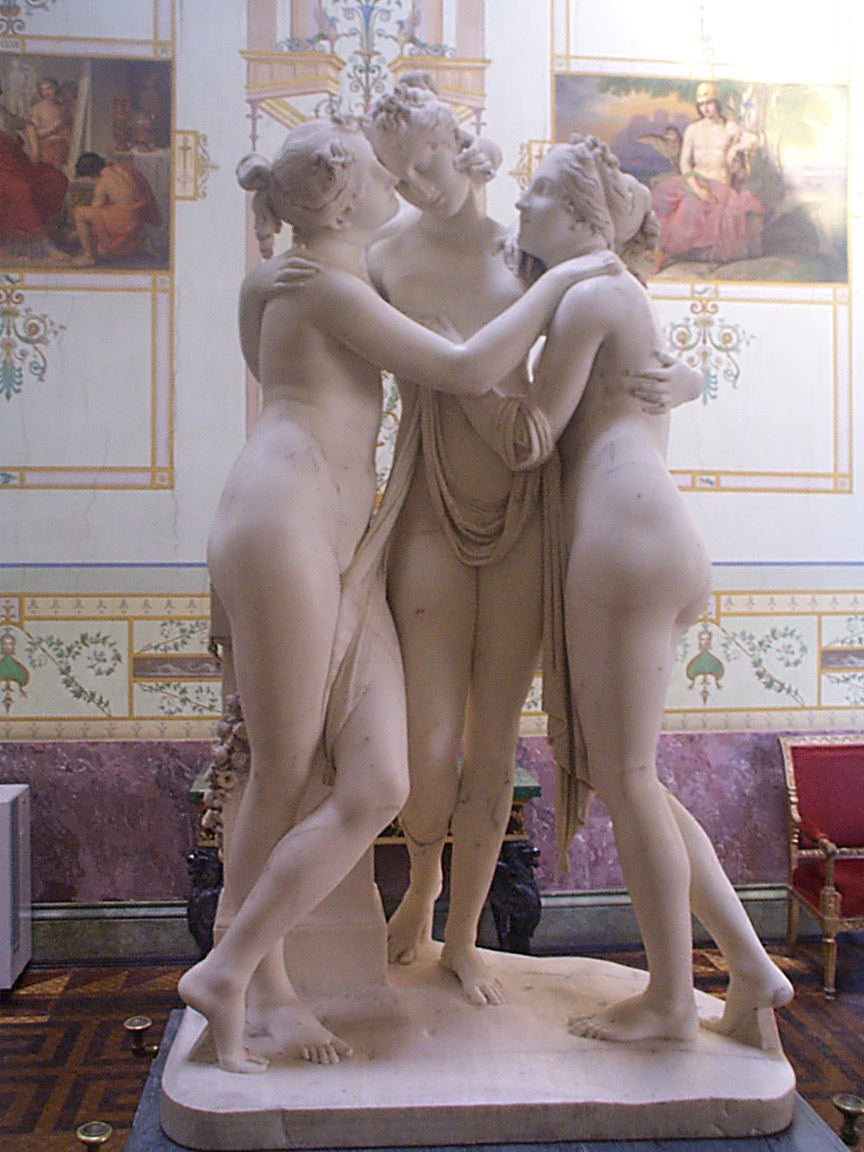
De tre gracerna av Antonio Canova
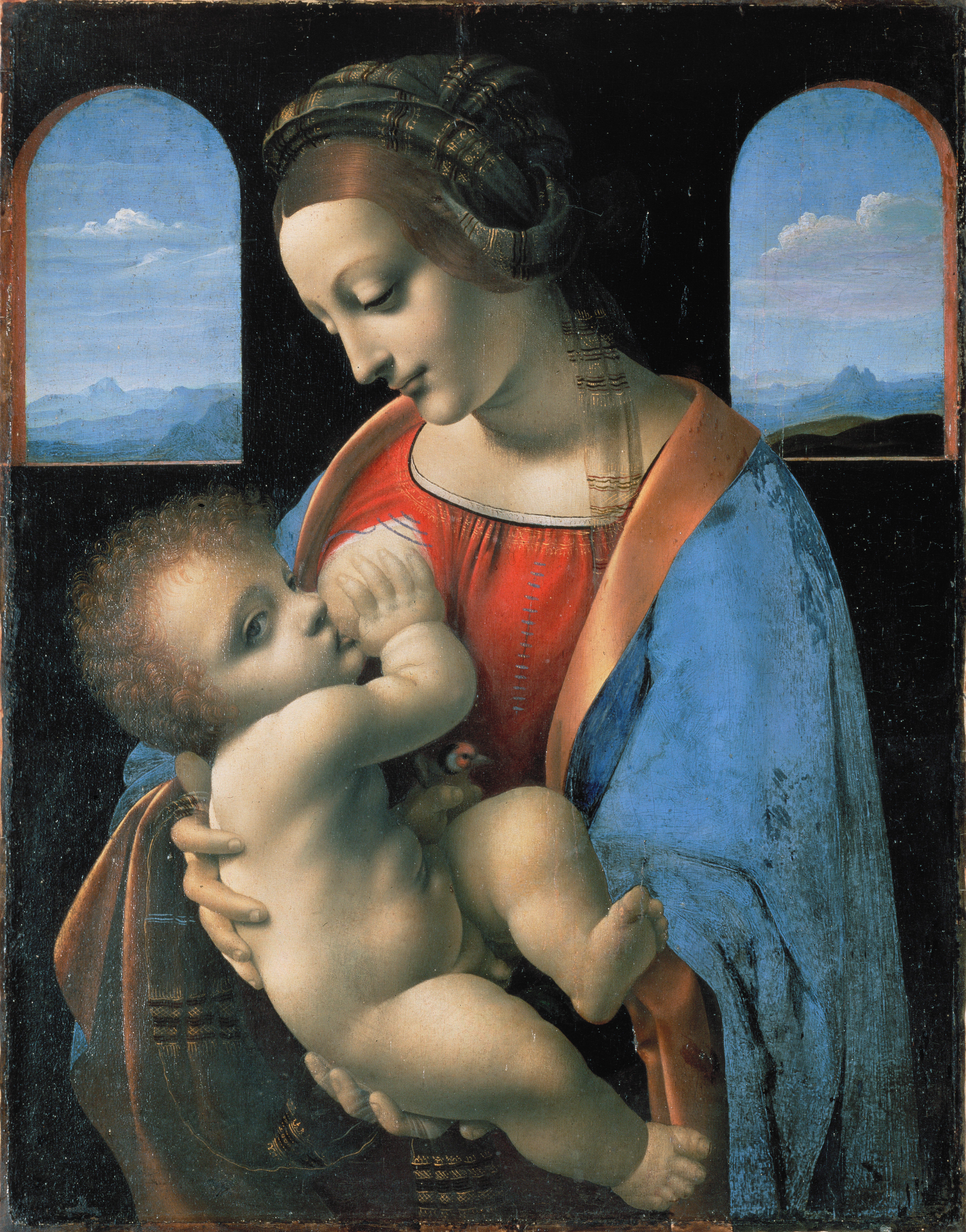
Littamadonnan av Leonardo da Vinci

## Källhänvisningar
1. ↑  "Eremitaget". NE.se. Läst 10 november 2014.
2. ↑  ”Eremitaget Amsterdam”. Arkiverad 25 januari 2023 hämtat från the Wayback Machine. Eremitaget Amsterdam. Läst 25 januari 2023.